# Домброва (гмина, Опольский повет)
Домброва (пол. Dąbrowa) — сельская гмина (волость) в Польше, входит как административная единица в Опольский повет (силезский), Опольское воеводство. Население — 9523 человека (на 2004 год).

## Демография
| Перепись                         | Всего   | Всего | Женщины | Женщины | Мужчины | Мужчины |
| -------------------------------- | ------- | ----- | ------- | ------- | ------- | ------- |
| Единицы                          | человек | %     | человек | %       | человек | %       |
| Население                        | 9523    | 100   | 4853    | 51      | 4670    | 49      |
| Плотность населения (чел./кв.км) | 72,8    | 72,8  | 37,1    | 37,1    | 35,7    | 35,7    |

## Сельские округа
1. Хрусцина
2. Цепелёвице
3. Домброва
4. Карчув
5. Липова
6. Мехнице
7. Нарок
8. Неводники
9. Нова-Ямка
10. Пронды
11. Седлиска
12. Скарбишув
13. Славице
14. Вжоски
15. Желязна
16. Сокольники
17. Вырембины

## Соседние гмины
1. Гмина Добжень-Вельки
2. Гмина Компрахцице
3. Гмина Левин-Бжески
4. Гмина Немодлин
5. Ополе
6. Гмина Попелюв
7. Гмина Туловице